# Hip-hop sud-coréen
Sous-genres
K-Rap
Le hip-hop en Corée du Sud est une musique associée à la culture du hip-hop sud-coréen, et à celle de la diaspora coréenne (localement connue sous le nom de hiphop, et internationalement sous les noms de hip-hop coréen,,,, K-hiphop,,, ou K-hip hop),. Le mouvement s'accroit depuis le début des années 1990 et gagne un intérêt international. 